# 重庆财经学院
重庆财经学院，简称重庆财院，是位于中国重庆市主城区的一所民办普通高等学校。该院由重庆新鸥鹏教育集团单独举办。

## 历史
2001年6月，由重庆工商大学、香港隆兴投资有限公司、北京融智兴业投资管理有限公司等共同发起、创办，是一所本科办学层次的独立学院。规划占地面积902亩（部分在建）。
2020年11月11日，教育部发展规划司发布《关于拟同意设置本科高等学校的公示》，拟定同意重庆工商大学融智学院转设为重庆财经学院。2020年12月18日，经中华人民共和国教育部批准，重庆工商大学融智学院脱离重庆工商大学管理，并转设为民办普通高等学校重庆财经学院，由重庆鸥鹏科技股份有限公司全资持有。

## 院系设置
重庆财经学院设置下列院系（部）：
- 金融学院
- 会计学院
- 财富管理学院
- 经济学院
- 商务学院
- 信息工程学院
- 物流工程学院
- 管理工程学院
- 基础课教学部
- 思想政治理论课教学科研部